# 翁方綱

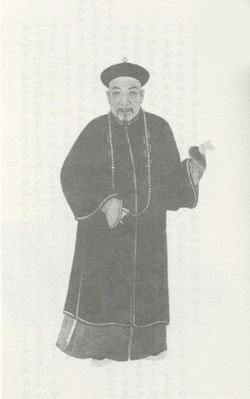
翁方綱

翁 方綱（おう ほうこう、1733年 - 1818年）は、中国清朝中期の書家・書学者・文学者である。
字を正三、号は覃渓・蘇斎など。北京の人。

## 略伝
1752年、19歳で進士に及第し翰林院に入る。各省の提督・学政を歴任後、内閣学士に就任。
多くの俊英を育て、銭大昕・黄易らと交流する。経学・史学・文学に詳しく、詩論の肌理説を唱道した。文壇の大御所として君臨し、当時北京に赴いた碑学派の鄧石如を排除した。
碑文・法帖の考証学的研究で多くの優れた業績を残す。
書はすべての書体に優れ、劉墉・梁同書・王文治らと帖学派の四大家と称揚される。

## 著作・研究
- 『両漢金石記』
- 『隷八分考』
- 『蘇米斎蘭亭考』
- 『化度寺碑考』
- 『孔子廟堂碑考』
- 『天際烏雲帖』
- 『蘇斎筆記』16巻